# Tanacetum emodi
Tanacetum emodi là một loài thực vật có hoa trong họ Cúc. Loài này được R.Khan miêu tả khoa học đầu tiên năm 1991.